# Miyuki Takahashi
Miyuki Takahashi (jap. 高橋みゆき Takahashi Miyuki; ur. 25 grudnia 1978 roku w Yamagacie) – japońska siatkarka, reprezentantka kraju. Obecnie występuje w japońskim NEC Red Rockets. Gra na pozycji przyjmującej.

## Kluby
- NEC Red Rockets (1997–2005)
- Minetti Infoplus Vicenza (2005–2007)
- NEC Red Rockets (2007-)

## Nagrody indywidualne
- Most Valuable Player - Mistrzostwa Azji w piłce siatkowej (2007)
- Najlepiej punktująca zawodniczka - Grand Prix (2005)